# Ngawang Chökyi Wangchug Thrinle Gyatsho
| Tibetische Bezeichnung                                                       |
| ---------------------------------------------------------------------------- |
| Tibetische Schrift: ཁལ་ཁ་རྗེ་བཙུན་དམ་པ་ངག་དབང་ཆོས་ཀྱི་དབང་ཕྱུག་འཕྲིན་ལས་རྒྱ་མཚོ་          |
| Wylie-Transliteration: ngag dbang chos kyi dbang phyug 'phrin las rgya mtsho |
| Chinesische Bezeichnung                                                      |
| Vereinfacht: 哲布尊丹巴•凯珠布丹桑                                           |

Der 7. Jebtsundamba Khutukhtu Agwaan Choiji Wanchug Prinlei Jamts bzw. Ngawang Chökyi Wangchug Thrinle Gyatsho (tib. ngag dbang chos kyi dbang phyug 'phrin las rgya mtsho) (geb. 1849 oder 1850; gest. 1868 oder 1870), die Reinkarnation des 6. Jebtsundamba Khutukhtu, war der religiöse Führer des mongolischen Buddhismus.
Während seiner kurzen Lebenszeit wurde 1855 die Hauptstadt zurück an das Ufer des Selbe-Flusses verlegt, welches die dauerhafte Stätte für die Hauptstadt der Mongolei wurde. Nach seinem Tod wurden seine sterblichen Überreste im Gandan-Kloster aufbewahrt.